# Jarl Ricardo Babot
Jarl Ricardo Babot (* 1945 in Panama-Stadt) ist ein panamaischer Poet und Dramaturg. Für sein 1979 erschienenes Werk  Las Aves („Die Vögel“) wurde er 1980 mit dem panamaischen Literaturpreis Premio Ricardo Miró ausgezeichnet.
Nach Studien an der Universität von Panama graduierte er 1973 in Moskau am Staatliches Institut für Theaterkunst im Fach Theater-Regie. Sein oft von Existenzialismus und Melancholie gezeichnetes Werk ist teilweise noch stark von der panamaischen Literaturbewegung der Acción Comunal, der oft von revolutionären Gedankengut gezeichneten „Gemeinschaftsaktion“ der 1930er Jahre geprägt.
Babot war Leiter der Theatergruppe Laberinto an der Humanistischen Fakultät sowie Direktor der Escuela Nacional de Teatro Universitario und der Abteilung für Künstlerischen Ausdruck an der Universität von Panama.

## Werkschau

### Poetische Werke
- 1967: Un sonido de hojalata
- 1979: Aquí vivirás
- 1982: Rompeolas
- 1986: Resplandores
- 1990: Poemas de la calle Gorki
- 1991: Danza del caníbal
- 1993: La pequeña orquesta. Primera antología personal (1966–1991)
- 2000: Días como el mar. Segunda antología personal (1966–1999)

### Dramaturgien
- 1980: Las aves
- 1974: El interior del pacífico reloj
- 1978: El viejo león
- 1984: La fiera en el jardín
- 1985: Imitación
- 1985: Preguntas en la oscuridad
- 1993: Aspinwall